# Or Yehudà
Or Yehudà (en hebreu: אור יהודה) és una ciutat al sud-est de Tel-Aviv que forma part de l'àrea metropolitana de Gush Dan i del districte de Tel-Aviv. Fou fundada el 1949 com a camp d'acollida per a immigrants turcs, libanesos i iraquians. Va esdevenir municipi el 1955 i ciutat el 1988. La ciutat rep el nom d'un rabí i líder sionista de Sarajevo del segle xix, Yehudà Alkalai.

## Demografia
Segons l'Oficina Central d'Estadística d'Israel (CBS), la població d'Or Yehudà el 2001 era formada en un 100% per jueus i població no àrab. Hi havia 13.900 homes i 14.000 dones.
Un 34,6% dels ciutadans tenia 19 o menys anys, un 17,7% entre 20 i 29, un 20,5% entre 30 i 44, un 15,8% entre 45 i 59, un 3,1% entre 60 i 64 i un 8,2% 65 o més. La taxa de creixement era, l'any 2001, d'un 3,4%.

## Economia

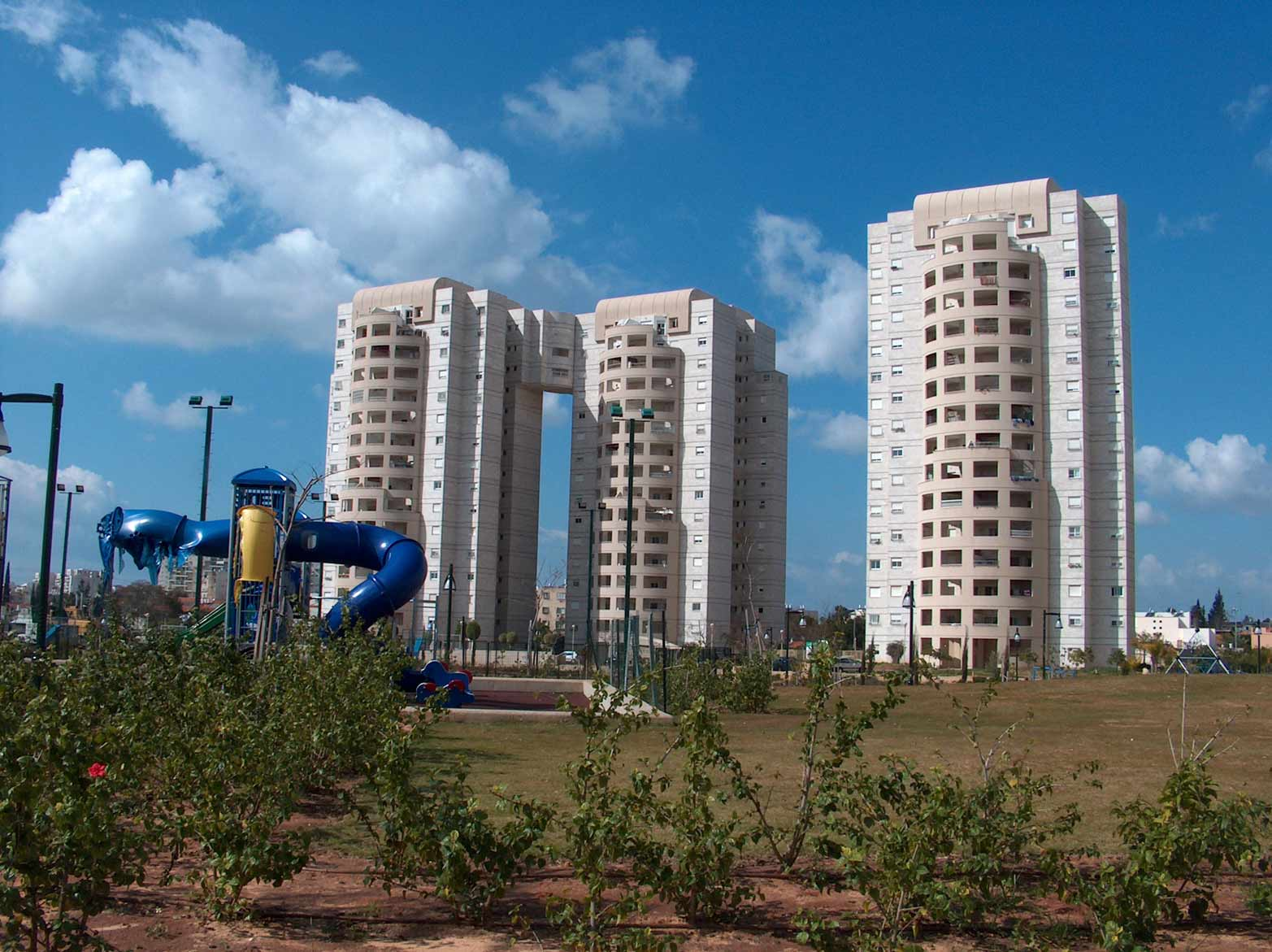
Habitatges a Or Yehudà

Als inicis, Or Yehudà era una de les ciutats més desfavorides del país. La ciutat va emprendre un procés de reformes durant els anys vuitanta que culminà amb la construcció d'un nou barri (Nevé Savyon) i un polígon industrial al sud de la ciutat. Aquesta ampliació permeté l'arribada de 10.000 habitants més, especialment treballadors de classe mitjana. Les noves zones industrials, properes a l'Aeroport Ben Gurion i a les autopistes 1 i 4, van atreure moltes indústries, especialment de noves tecnologies.
Actualment s'està ampliant un barri de l'est, Nevé Rabbín, una urbanització d'alt nivell, i els plans urbanístics de la ciutat preveuen, a llarg termini, la construcció de nous barris cap al nord. Tot això podria fer que Or Yehudà donés cabuda a 50.000 habitants més. Tot amb tot, la ciutat és, actualment, una de les poblacions amb més renda per capita del país.
Segons la CBS, l'any 2000 hi havia 10.281 empleats i 1.079 autònoms a la ciutat. El sou mensual mitjà dels empleats era de 5.069 nous xéquels. Els homes guanyaven un salari mensual de 6.220 nous xéquels i les dones 3.901 nous xéquels. Els ingressos mitjans dels autònoms eren de 6.638 nous xéquels. 598 persones rebien prestació d'atur i 1.605 ajuts socials.